# 長州出島

長州出島周辺の空中写真。（2009年4月30日撮影の6枚を合成作成）

長州出島（ちょうしゅうでじま）は、山口県下関市の下関港新港地区内に建設途上の人工島である。
国際物流拠点として147ヘクタールを3期に分けて埋め立てる計画。1995年、着工。2009年3月20日、11ヘクタールを供用開始。

## 概要
関門海峡沿いの港湾整備は、背後地の不足や船舶航行上の制約により限界があることから、国際コンテナ貨物の増大や船舶の大型化に対応するため、関門海峡内に比べて制約が少なく、将来への発展可能性が高い新港地区に沖合人工島である長州出島の整備を進めている。
1995年度より、全体計画約147 haのうち第Ⅰ期整備工事として、主に外国貿易貨物を取り扱う多目的国際ターミナルを核とする運輸・物流ゾーンの整備に着手しており、2006年（平成18年）に－12m岸壁 1バース概成及び背後用地の埋立て完了、2007年（平成19年）より上屋等の施設整備に着手し、2009年（平成21年）3月には一部供用を開始している。
長州出島は、北部九州地域の中枢国際港湾の一翼を担う国際港湾として、また、時代のニーズに対応した、東アジアとの高速RORO船や、コンテナ船によるシャトル航路の基地としての活躍が期待されている。
- 就航中の国際航路
  - 釜山港・馬山港・石島港向けに週4便（コンテナ航路1便、RORO航路3便）[3]

## 交通・アクセス
長州出島と本土との間には長州出島大橋（橋長430m）が架けられている。ただし、長州出島は長州出島大橋も含めて港湾関係者以外の人や車の立ち入りが禁止されている。長州出島大橋の本土側のたもとに「夕なぎ公園」という公園が整備されており、そこから長州出島大橋や日本海を眺めることが可能。
- 長州出島に架かる橋。隣の夕なぎ公園から撮影。